# Yelena Sokolova (saltadora de longitud)
Yelena Sokolova (Stari Oskol, Rusia; 23 de julio de 1986) es una atleta rusa, especializada en la prueba de salto de longitud en la que llegó a ser subcampeona olímpica en 2012.

## Carrera deportiva
En los JJ. OO. de Londres 2012 ganó la medalla de plata en el salto de longitud, con un salto de 7.07 metros, tras la estadounidense Brittney Reese (oro con 7.12 m) y por delante de otra estadounidense Janay DeLoach (bronce con 6.89 m).